# Aspergillus unguis
Aspergillus unguis är en svampart som först beskrevs av Émile-Weill & L. Gaudin, och fick sitt nu gällande namn av Thom & Raper 1934. Aspergillus unguis ingår i släktet Aspergillus och familjen Trichocomaceae.   Inga underarter finns listade i Catalogue of Life.